# Wartbergsteige
Die Wartbergsteige ist eine Straße im Nordosten von Heilbronn. Der 1373 erstmals genannte Hohlweg bildet den ursprünglichen direkten Weg zum Gipfel des Heilbronner Hausbergs Wartberg. Der historische Teil der Wartbergsteige steht unter Denkmalschutz.

## Verlauf

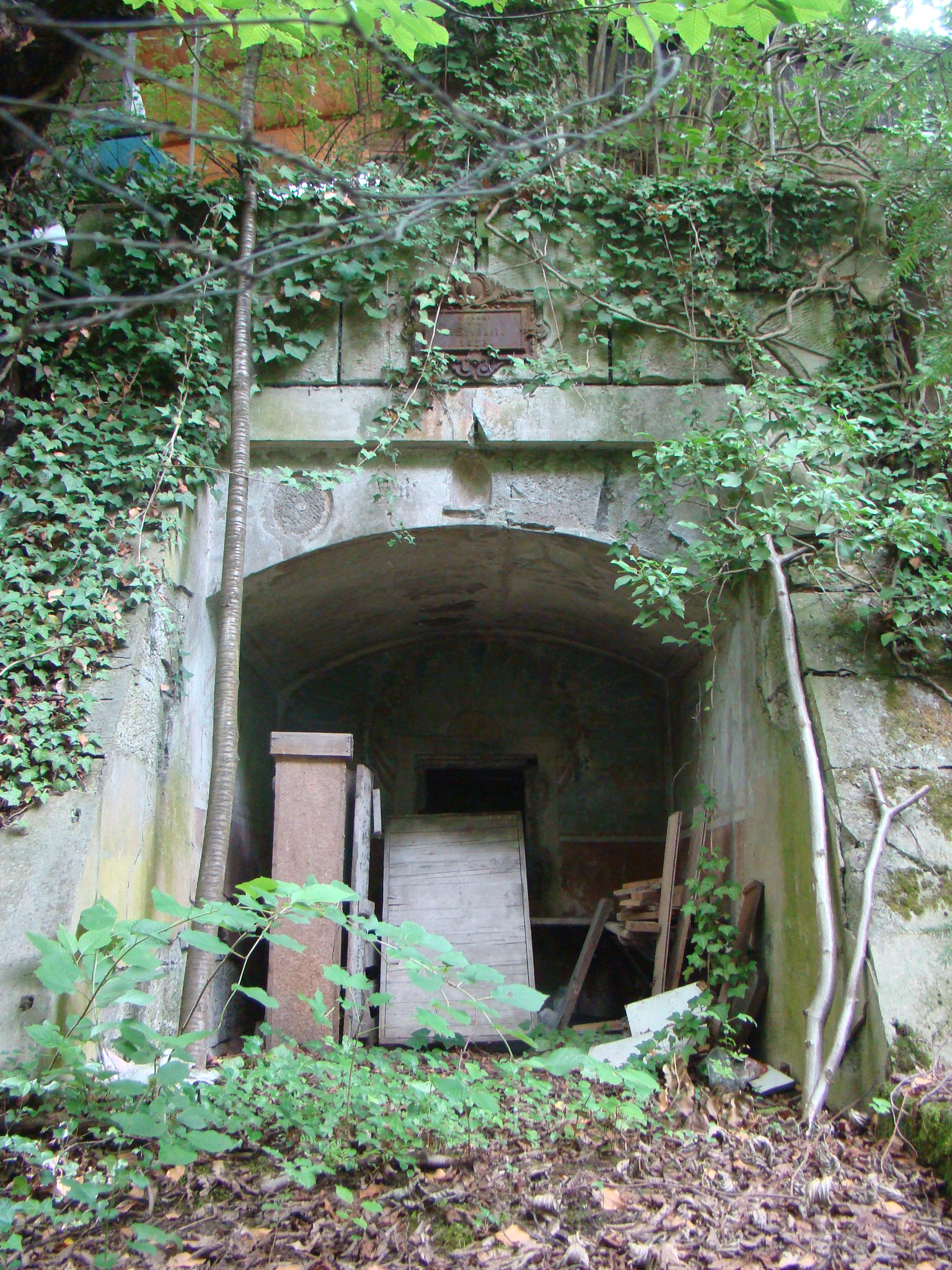
Kellerhaus von 1875

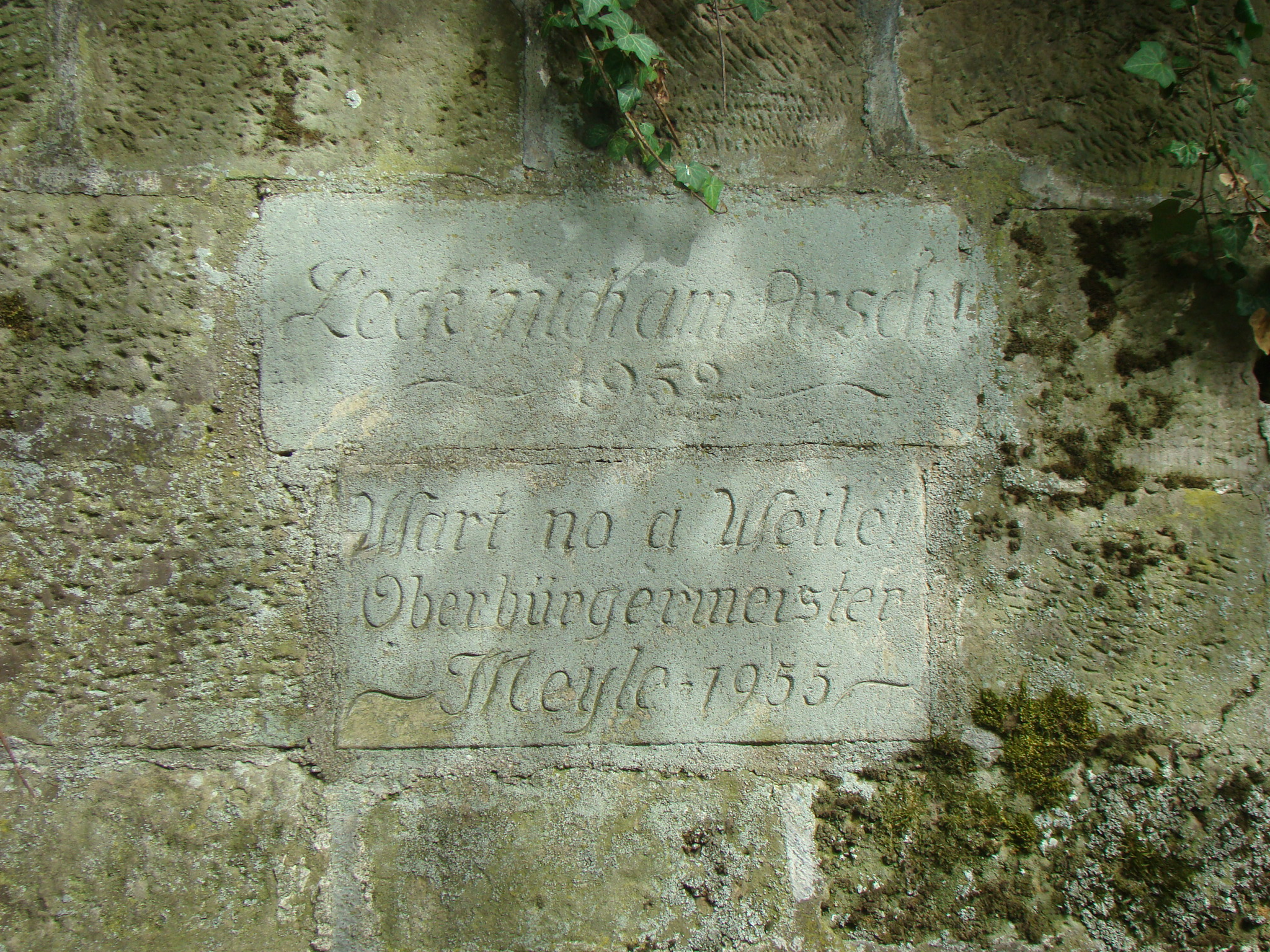
„Leck mich am Arsch. 1952“ – „Wart no a Weile! Oberbürgermeister Meyle. 1955“

Die heutige Wartbergsteige zweigt von der Schickhardtstraße nach Nordosten in Richtung des Wartberggipfels ab und führt nahezu geradlinig nach Nordosten bis über die Bebauung ein Stück in die Weinberge hinauf, bevor sie nach einer Linksbiegung in das moderne Wirtschaftswegnetz der Weinberge mündet. Sie bildet gleichermaßen die Verlängerung der beim Alten Friedhof an der Weinsberger Straße beginnenden Wartbergstraße, die jedoch nicht durchgängig bis zur Wartbergsteige befahrbahr, sondern zwischen Friedrich-Ebert- und Schickhardtstraße nur noch Fußweg ist. Historisch betrachtet war ursprünglich nur der eigentliche Hohlweg die Nordbergsteige bzw. später Wartbergsteige, während der südliche Teil der heute so genannten Straße ursprünglich ein Teil der Wartbergstraße war und ab 1933 Äußere Wartbergstraße hieß, bevor 1962 die heutige Benennung erfolgte.
Neben der geradlinigen Verlängerung der Wartbergstraße zählen zur Wartbergsteige noch eine Stichstraße nach Westen zwischen Gundelsheimer und Schickhardtstraße sowie der unterhalb der Weinberge nach Osten abbiegende Verbindungsweg zur Raffeltersteige.
Der südliche Teil der Wartbergsteige ist von Wohnbebauung umgeben, die ab der Kreuzung mit der Gundelsheimer Straße nach Norden durch hohe Grundstücksmauern immer mehr den Charakter eines Hohlwegs annimmt, bevor der nördliche Teil der Straße als Fußweg und gepflasterter Hohlweg schließlich bereits durch die Weingärten am Hang des Wartbergs führt.

## Kulturdenkmal
Der Denkmalbereich der einst weit außerhalb des historischen Stadtkerns gelegenen und erst in jüngerer Zeit von Bebauung umgebener Wartbergsteige beginnt an der Kreuzung zur Gundelsheimer Straße, wo sich eine Ruhbank mit verwitterter Datierung 1795 (?) und eine Tränke erhalten haben, die Mensch und Vieh eine Pause beim Aufstieg zum Wartberg erlaubten. Von dort bis zum Beginn der Weinberge erwecken die hohen, teils aber modernen Grundstücksmauern zu beiden Seiten der Straße bereits den Charakter eines Hohlwegs.
Ab dem Übergang in die Weinberge ist die Wartbergsteige in ihrer Gestalt aus dem 19. Jahrhundert erhalten. Alte Sandsteinmauern und alter Pflanzenbestand säumen die Steige zu beiden Seiten. Im Linksknick am oberen Ende befindet sich ein altes Kellerhaus von 1875 mit figürlichen Wandmalereien und Spruchbändern, die auf den Weinbau Bezug nehmen. Zur weiteren Ausstattung zählen verschiedene historische Schmiedearbeiten (Torbogen, Torgitter) sowie Ornament- und Wappensteine mit Weintrauben und dem Bäckerzunftzeichen.
Im Hohlweg-Abschnitt befindet sich außerdem das Inschriftenstein-Paar, in dem Oberbürgermeister Paul Meyle 1955 in humorvoller Weise dem Schwäbischen Gruß eines unzufriedenen Bauhof-Mitarbeiters antwortete.
Wenige Meter östlich des Hohlweg-Abschnitts befindet sich mit dem ebenfalls als Kulturdenkmal ausgewiesenen Seniorengarten eine historische Gartenanlage von 1911.